# Delage Type DI

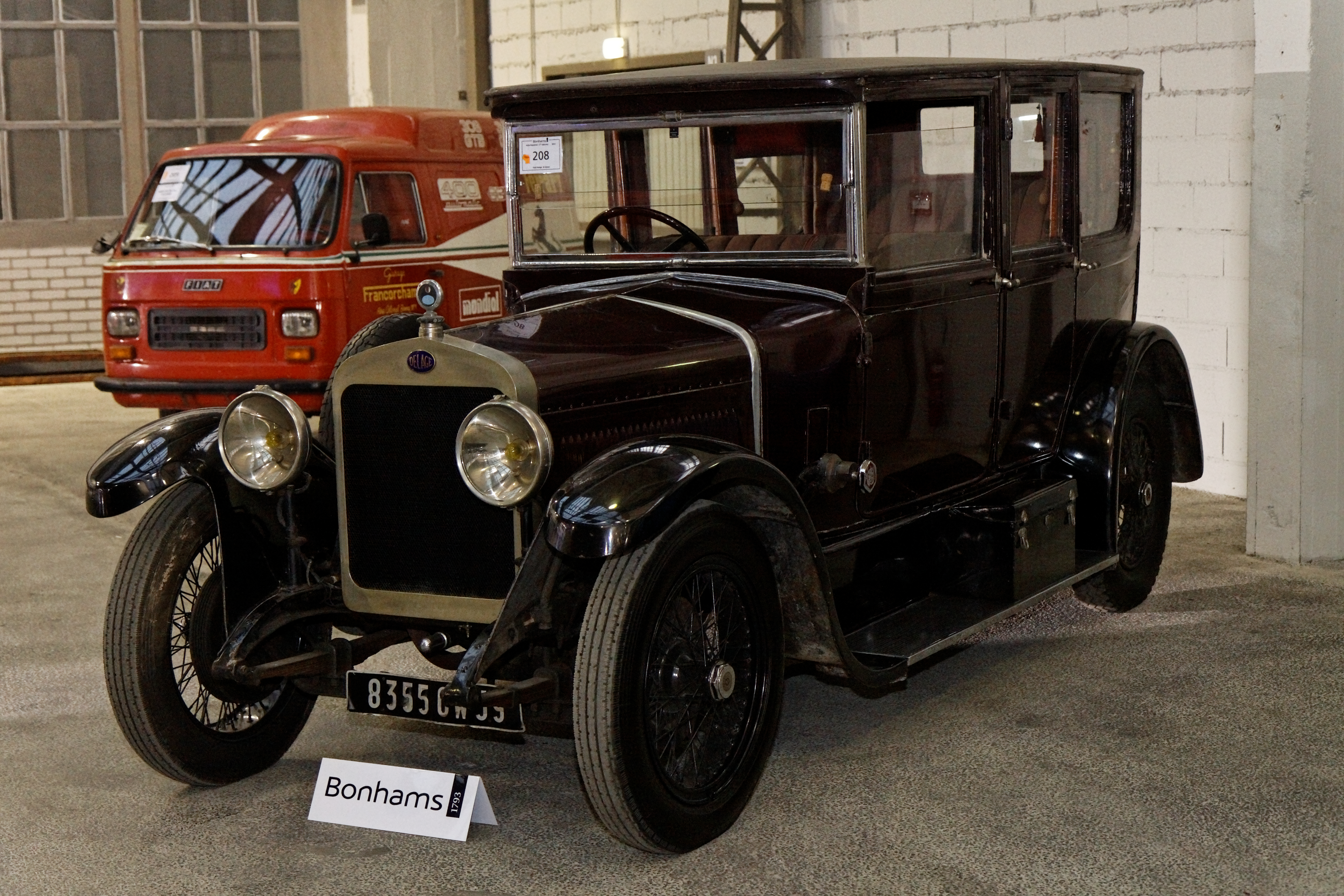
Delage Type DI als Limousine

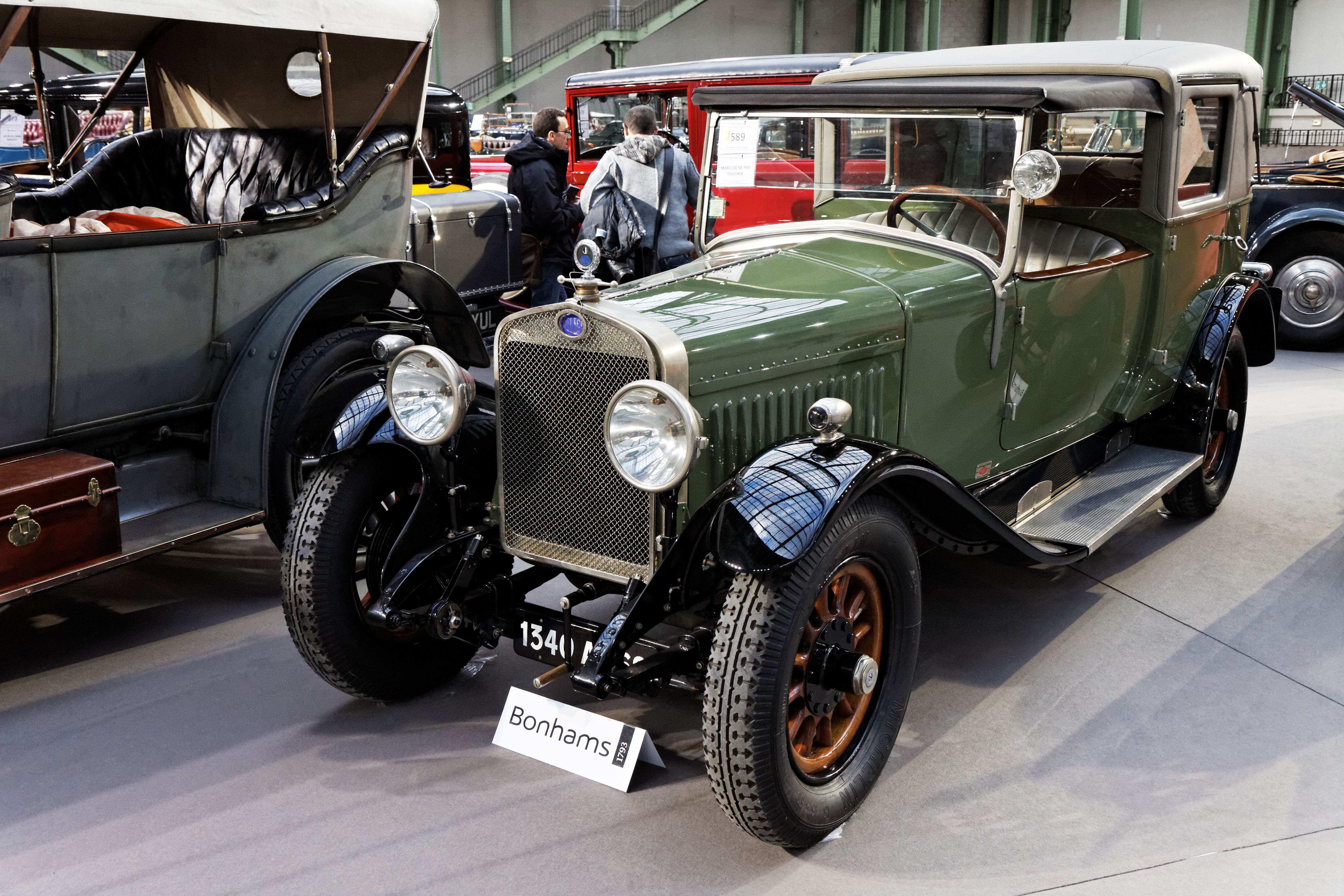
Delage Type DI als Coupé-Chauffeur

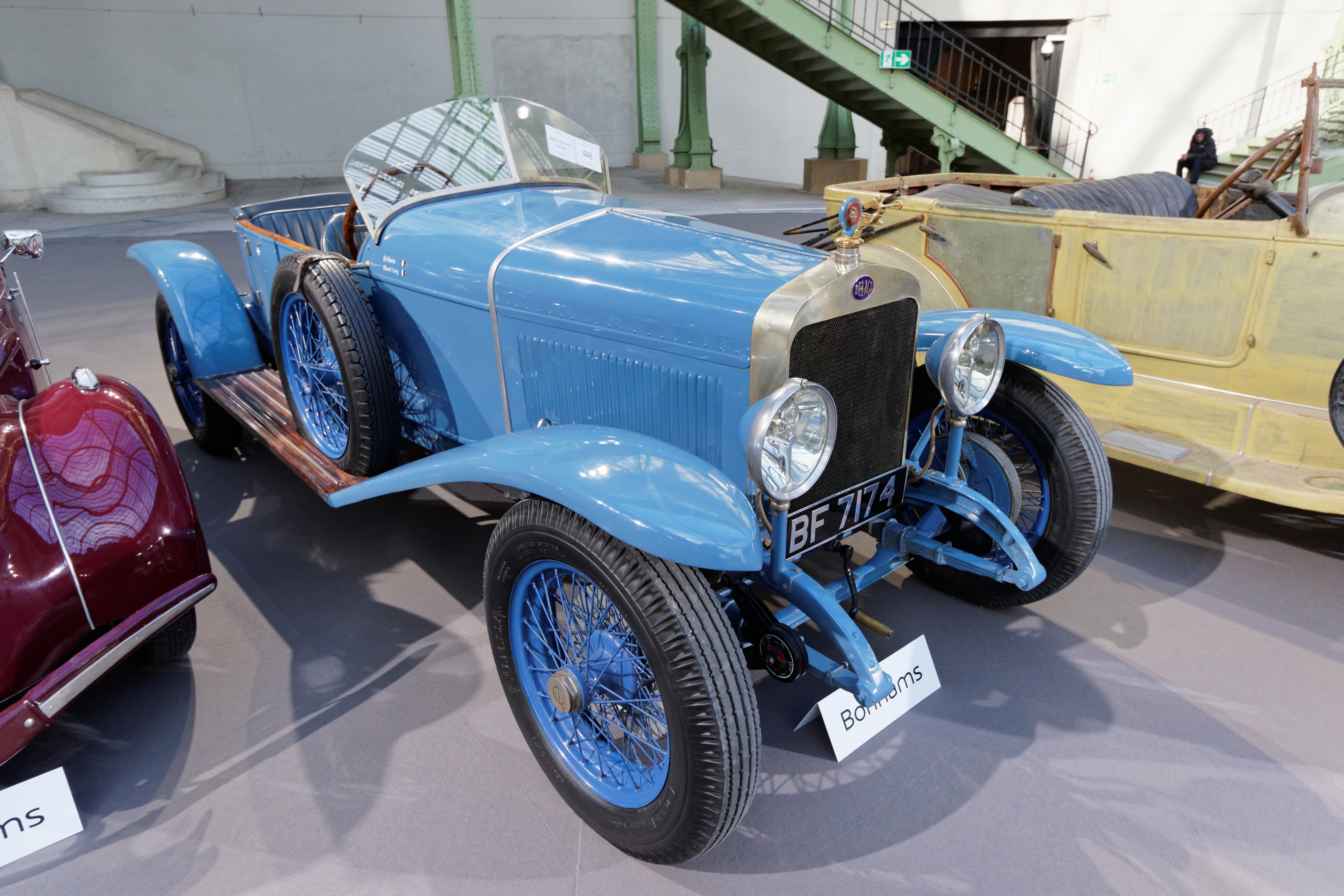
Delage Type DISS

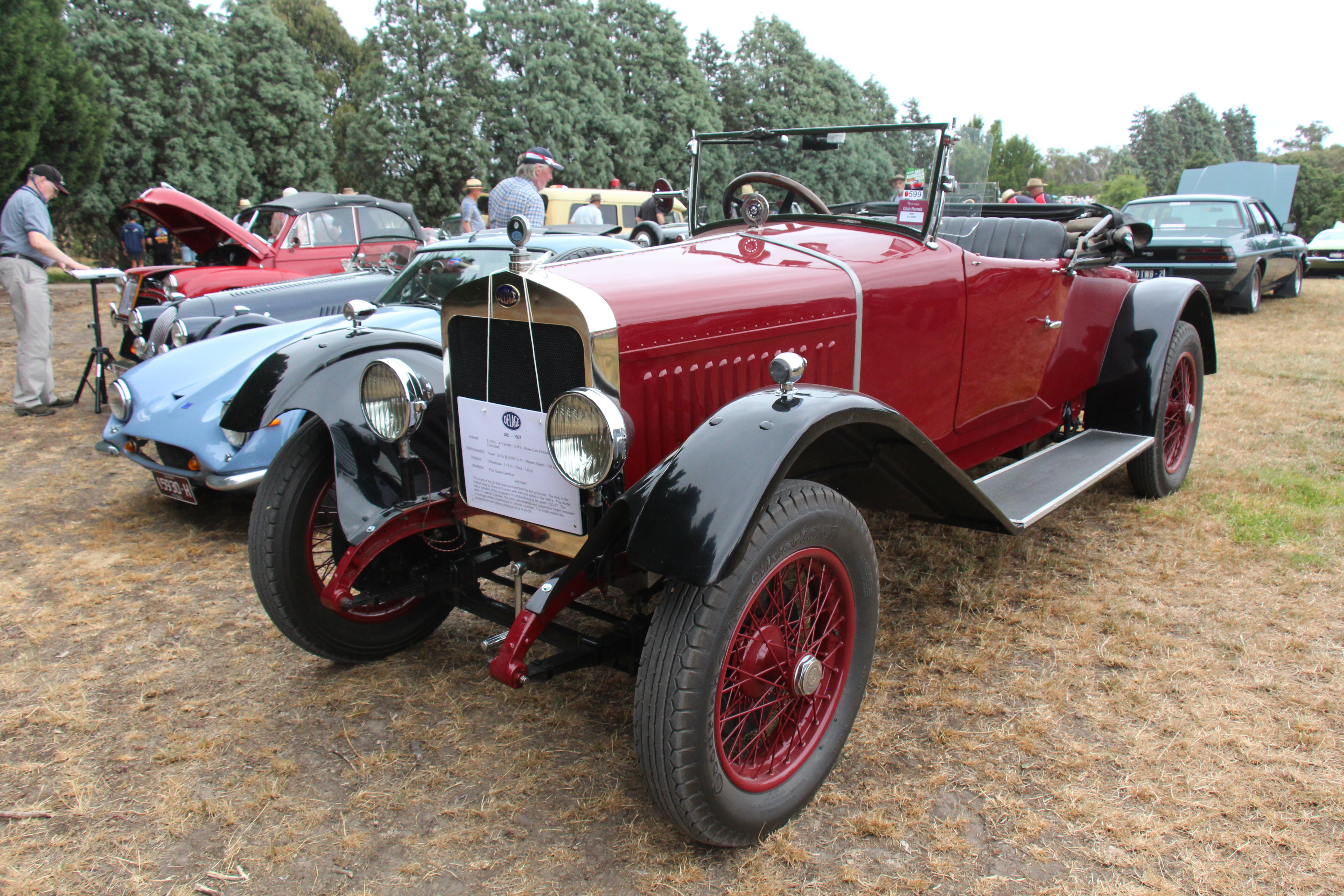
Delage Type DI Colonial als Roadster

Der Delage Type DI war eine Pkw-Modellreihe der französischen Marke Delage. Sie umfasste neben dem Delage Type DI auch die Sportausführungen Delage Type DIS und Delage Type DISS.

## Beschreibung
Die nationale Zulassungsbehörde erteilte am 2. August 1923 dem Fahrzeug der normalen Ausführung mit der Nummer 12.226 seine Genehmigung. Die anderen Varianten wurden nicht separat typgeprüft. Delage bot das Modell von 1923 bis 1927 an. Die beiden Sportversionen standen von Mai 1924 bis Juli 1927 im Angebot. Vorgänger war der Delage Type DE. Nachfolger wurde die Baureihe Delage Type DR.
Ein Vierzylindermotor trieb die Fahrzeuge an. Er hatte 75 mm Bohrung und 120 mm Hub. Das ergab 2121 cm³ Hubraum, entsprechend 11 Cheval fiscal. Der Motor leistete in der Basisversion wahlweise 30 oder 36 PS und in den Sportversionen 50 PS.
Das Fahrgestell hatte 1320 mm Spurweite und 3180 mm Radstand bei der Basisausführung. Bei den Sportausführungen betrug der Radstand 2980 mm. Daneben gab es eine Ausführung Colonial, die 1420 mm Spurweite hatte. Eine Quelle gibt 4200 mm Länge und 1650 mm Breite an, aber nicht, für welche Ausführung das galt.
An Aufbauten sind Tourenwagen mit vier Sitzen, Limousine mit vier Türen, Coupé, Landaulet, Phaeton und Roadster bekannt. Für den Torpedo sind 1385 kg Leergewicht angegeben. Das Fahrgestell wog 1100 kg.

## Renneinsätze
Chauchat de Benneville setzte am 17. März 1929 beim Bergrennen von Le Camp nahe Marseille einen Type DIS ein. Er errang Platz 4.

## Stückzahlen und überlebende Fahrzeuge
Peter Jacobs vom Delage Register of Great Britain erstellte im Oktober 2006 eine Übersicht über Produktionszahlen und die Anzahl von Fahrzeugen, die noch existieren. Seine Angaben zu den Bauzeiten weichen in einigen Fällen von den Angaben der Buchautoren ab. Für diese Modellreihe bestätigt er die Bauzeit von 1923 bis 1927. Insgesamt entstanden 10.709 Fahrzeuge. Davon waren 9284 Type DI, 442 Colonial, 202 Type DIS und 781 Type DISS. Es existieren noch 173 Type DI, 20 Colonial, 20 Type DIS und 35 Type DISS.

## Auktionen
Bonhams versteigerte am 6. Februar 2014 ein Cabriolet mit einer Karosserie von Brigden & Co von 1926 mit dem britischen Kennzeichen YP 7589 für 40.700 Euro.
Ebenfalls Bonhams erzielte ein Jahr später für ein Fahrzeug von 1926, das in den 1970er Jahren eine neue Karosserie erhielt, 32.200 Euro.
Erneut Bonhams versteigerte im September 2016 ein ursprünglich als Limousine karosseriertes Fahrzeug von 1925, das nun einen Aufbau als Torpedo im Stile von Carrosserie Kelsch trägt, für 35.751 Euro.
Brightwells bot im April 2017 ein 1927er Fahrzeug mit dem britischen Kennzeichen SV 7292 an. Es wird sowohl als Type DIS als auch als Colonial bezeichnet. Der Aufbau als Tourenwagen stammt von Phizackerley aus Australien. Dieses originale Fahrzeug brachte 45.000 Pfund Sterling.
Osenat versteigerte im Juni 2017 einen Tourenwagen von 1923 für 36.000 Euro.
Artcurial erzielte im Februar 2018 für ein 1925 Fahrzeug mit nicht originaler Roadster-Karosserie 27.416 Euro.
Dorset Vintage & Classic Auctions bot im März 2018 das Fahrzeug mit dem britischen Kennzeichen YV 2754 an. Ursprünglich war es ein Type DIS als Limousine. Etwa 1946 erhielt es eine offene Karosserie. In den 1950er Jahren wurde ein Motor vom Austin A70 montiert. Der Zuschlag erfolgte bei 15.950 Pfund.
Bonhams versteigerte im April 2019 einen Tourenwagen mit einer Karosserie von Kelsch von 1927 für 56.937 Euro.
Im Juni 2019 bot Osenat ein zu einem Pick-up umgebautes Fahrzeug an und erreichte 8.640 Euro.